# Marathonísi (ö i Grekland)
Marathonísi är en ö i Grekland.   Den ligger i prefekturen Nomós Zakýnthou och regionen Joniska öarna, i den sydvästra delen av landet, 250 km väster om huvudstaden Aten. Arean är 0,35 kvadratkilometer.
Terrängen på Marathonísi är lite kuperad. Den sträcker sig 0,7 kilometer i nord-sydlig riktning, och 0,9 kilometer i öst-västlig riktning.